# Typhloglomeris alba
Typhloglomeris alba är en mångfotingart som först beskrevs av Sergei I. Golovatch 1989.  Typhloglomeris alba ingår i släktet Typhloglomeris och familjen Glomeridellidae. Inga underarter finns listade i Catalogue of Life.